# La Torre (Ávila)
La Torre  es un municipio de España perteneciente a la provincia de Ávila, en la comunidad autónoma de Castilla y León. Cuenta con una población de 212 habitantes (INE 2024).

## Geografía
Se encuentra situado a 1130 m s. n. m.
La localidad y el municipio están situados en la parte central de la provincia de Ávila a 27 kilómetros de la capital, en el Valle de Amblés, comarca de Ávila. La localidad de La Torre se encuentra situada a una altitud de 1129 metros sobre el nivel del mar. El término municipal está atravesado por la carretera N-110 entre los pK 279 y 281. El municipio comprende las siguientes anejos: Guareña, Blacha, Balbarda, Oco y Sanchicorto. De ellos Balbarda y Blacha están constituidos como entidades locales menores dentro del municipio. También pertenecen al término municipal las siguientes dehesas: Dehesa de Bezojimeno, Dehesa de Polentinos, Dehesa de San Muñoz, Dehesa de Gorría, Dehesa de San Simones, Dehesa de Gemerendura y Dehesa de Herreros.
| Noroeste: San Juan del Olmo y Valdecasa | Norte: Narrillos del Rebollar            | Noreste: Sanchorreja y Padiernos           |
| Oeste: Muñana                           |                                          | Este: Santa María del Arroyo y Muñogalindo |
| Suroeste: Muñotello                     | Sur: Narros del Puerto y La Hija de Dios | Sureste: Solosancho                        |

El término municipal se extiende desde la sierra de Ávila, donde se localizan los núcleos de Balbarda, Oco y Sanchicorto, hasta el fondo del valle, donde están emplazados La Torre y Blacha. Guareña está en el piedemonte, en la zona donde entran en contacto la sierra de Ávila y la fosa o Valle de Amblés.
Los ríos que pasan por el término municipal son el Adaja y sus afluentes el río Aulaque, el río de la Hija, el río Paradillo o Blasco, el Merdero y Pascuala.
Las sierras que dominan el valle son, por el sur, la alineación Paramera de Ávila - La Serrota y, por el norte, la sierra de Ávila. La altitud oscila entre los 1690 metros cerca del cerro de la Gorría, en el corazón de la sierra de Ávila, y los 1110 metros a orillas del río Adaja.  

### Orografía
En el término municipal hay un total de 2 vértices geodésicos instalados, uno de ellos destruido.
| Término municipal | Punto geodésico | Altitud (m s. n. m.) | Número | Fecha de construcción | Hoja MTN | Coordenadas                                                 |
| ----------------- | --------------- | -------------------- | ------ | --------------------- | -------- | ----------------------------------------------------------- |
| La Torre          | Ladera 90©      | 1151,550             | 53 065 | 8 de junio de 1990    | 530      | 40°35′22.0702″N 4°57′26.7680″O / 40.589463944, -4.957435556 |
| La Torre          | Ladera@         | 1152,752             | 53 064 | destruido             | 530      | 40°35′24.0936″N 4°57′29.8638″O / 40.590026000, -4.958295500 |

### Clima

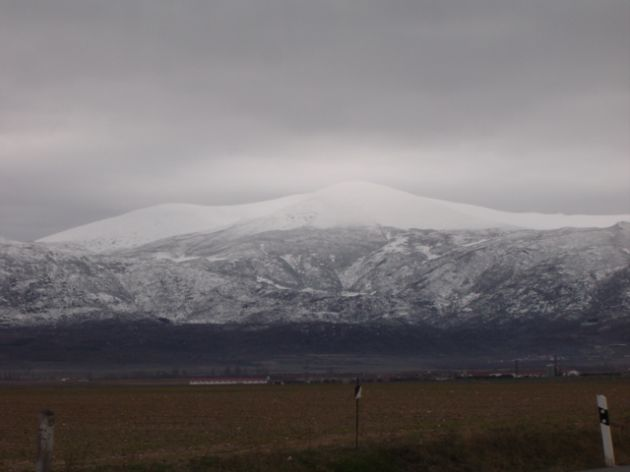
La Serrota desde La Torre.

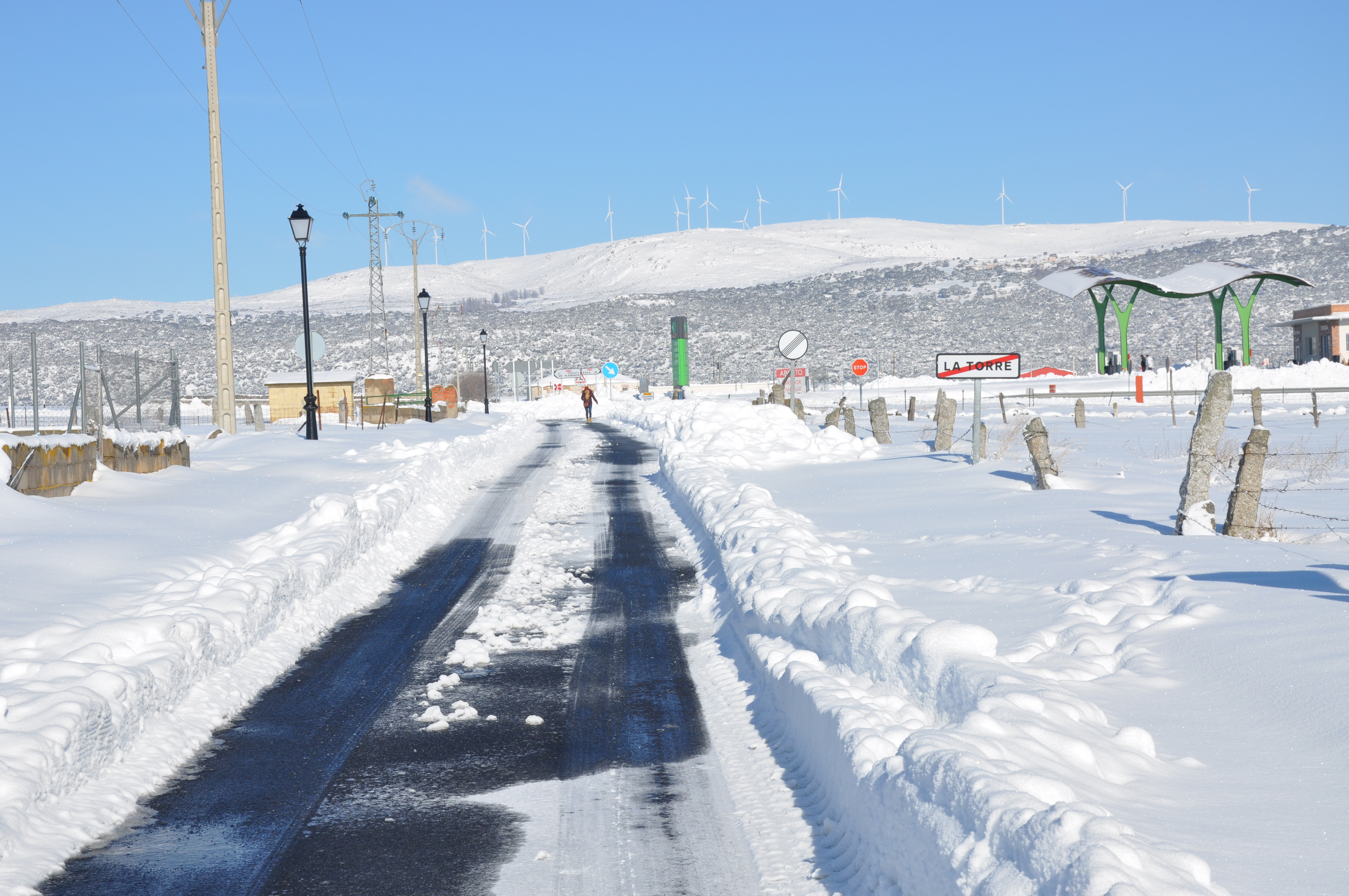
Nevada histórica del 6 y 7 de enero de 2018, con el cerro de Gorría al fondo

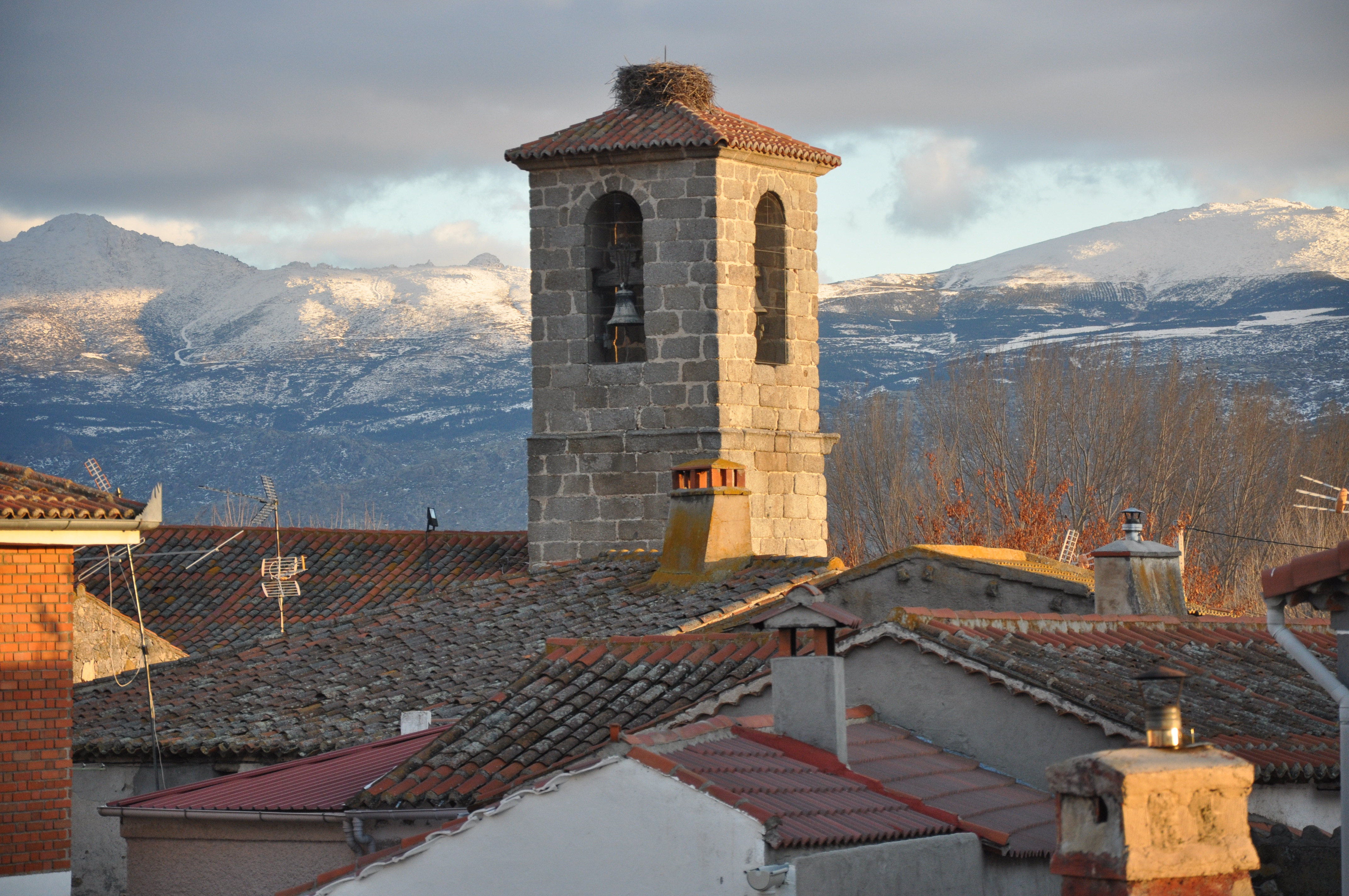
La torre de la iglesia y sierra de la Paramera al fondo

Es mediterráneo continental. El régimen de lluvias tiene dos máximos, uno otoñal y otro primaveral. Las nevadas son también frecuentes (20 días al año). La sequía estival es muy pronunciada, a veces paliada con tormentas. Las precipitaciones medias rondarán los 400 mm anuales, si nos guiamos por el Observatorio más cercano, que es el de Ávila ciudad (371,7 mm). Aunque es un poco más lluvioso este sector occidental del Valle de Amblés donde se localiza La Torre, que el oriental donde está la ciudad de Ávila, como lo demuestra la existencia de rebollos que necesitan más humedad que las encinas. 
Las precipitaciones torrenciales suelen ir asociadas a tormentas de verano, que pueden llegar a ser muy intensas. Estas tormentas pueden generar riadas destructoras, como la que se produjo en la década de los 60, cuando el río Pradillo destruyó el puente de la carretera N-110, a su paso por La Torre. Esta riada destruyó algunas casas del pueblo. Días después todavía se podían encontrar “bolsas” de granizo entre las malezas arrastradas por el agua. Las nevadas invernales pueden cerrar al tránsito las carreteras de la zona, contingencia que ha ocurrido en varias ocasiones. La penúltima nevada importante se produjo la tarde noche del 31 de diciembre de 1998 con 30 l/m², que puede considerarse una de las más copiosas en los últimos 30 años. El 6 y 7 de enero de 2018 cayó también una gran nevada en La Torre, que si nos guiamos por los datos de Ávila capital, sí se puede hablar de una nevada importante, quizá la mayor de la década, avanza en portavoz de la AEMET, que detalla que el sábado 6 se recogieron 20 l/m² y el domingo 7 de enero otros 17, es decir 37 l/m² en forma de nieve, unos 20 cm de nieve en muchos sitios. Las heladas también pueden llegar a ser considerables, habiendo superado en algunas ocasiones los –20 °C.

### Vegetación
Podemos distinguir dos zonas: la sierra y el valle. En la sierra de Ávila se conserva un encinar, que dadas las condiciones climáticas extremas, tiene un gran valor ecológico. Se pueden encontrar encinas centenarias (Quercus rotundifolia) en el denominado localmente El Monte, sobre todo en las cercanías de los núcleos de Guareña, Balbarda, Oco y Sanchicorto.
En el valle tenemos por un lado los bosques de ribera y el robledal-rebollar situado en las cercanías del núcleo de Blacha. Los bosques de ribera se localizan a lo largo del río Paradillo, río de la Hija, río de Narros y el Adaja. Los del río Pradillo también llamado Río Blasco están muy degradados. En estos bosques de ribera podemos encontrar sauces (Salix sp), álamos (Populus alba, Populus nigra, Populus tremula, Populus x canadensis),
fresnos (Fraxinus angustifolia), olmos (Ulmus minor), espinos (Crataegus monogyna), endrinos (Prunus spinosa), espino cerval (Rhamnus cathartica). Los olmos, llamados negrillos localmente, han desaparecido prácticamente en los últimos años debido a la enfermedad de la grafiosis.
En las cercanías del núcleo de Blacha, en el camino de Narros se conserva un rebollar, aunque en la zona se le llama robledal. Los rebollos (Quercus pyrenaica) han sido tradicionalmente desmochados, por lo que sus copas presentan un aspecto muy abierto.

## Demografía
La Torre cuenta con una población de 212 habitantes (INE 2024).
| Gráfica de evolución demográfica de La Torre entre 1842 y 2021 |
| |
| Población de derecho según los censos de población del INE. Población de hecho según los censos de población del INE.Entre el censo de 1981 y el anterior, crece el término del municipio porque incorpora a Balbarda y Blacha,. |

## Economía
Los cultivos predominantes son los cereales (cebada, trigo, centeno y avena), en régimen de secano. En leguminosas, se cultivaban algarrobas en el pasado. Hoy se cultivan vezas para forraje y algunos garbanzos. En los últimos años se cultiva maíz para forraje, y fresas en Blacha, utilizando agua del acuífero del valle para el riego.

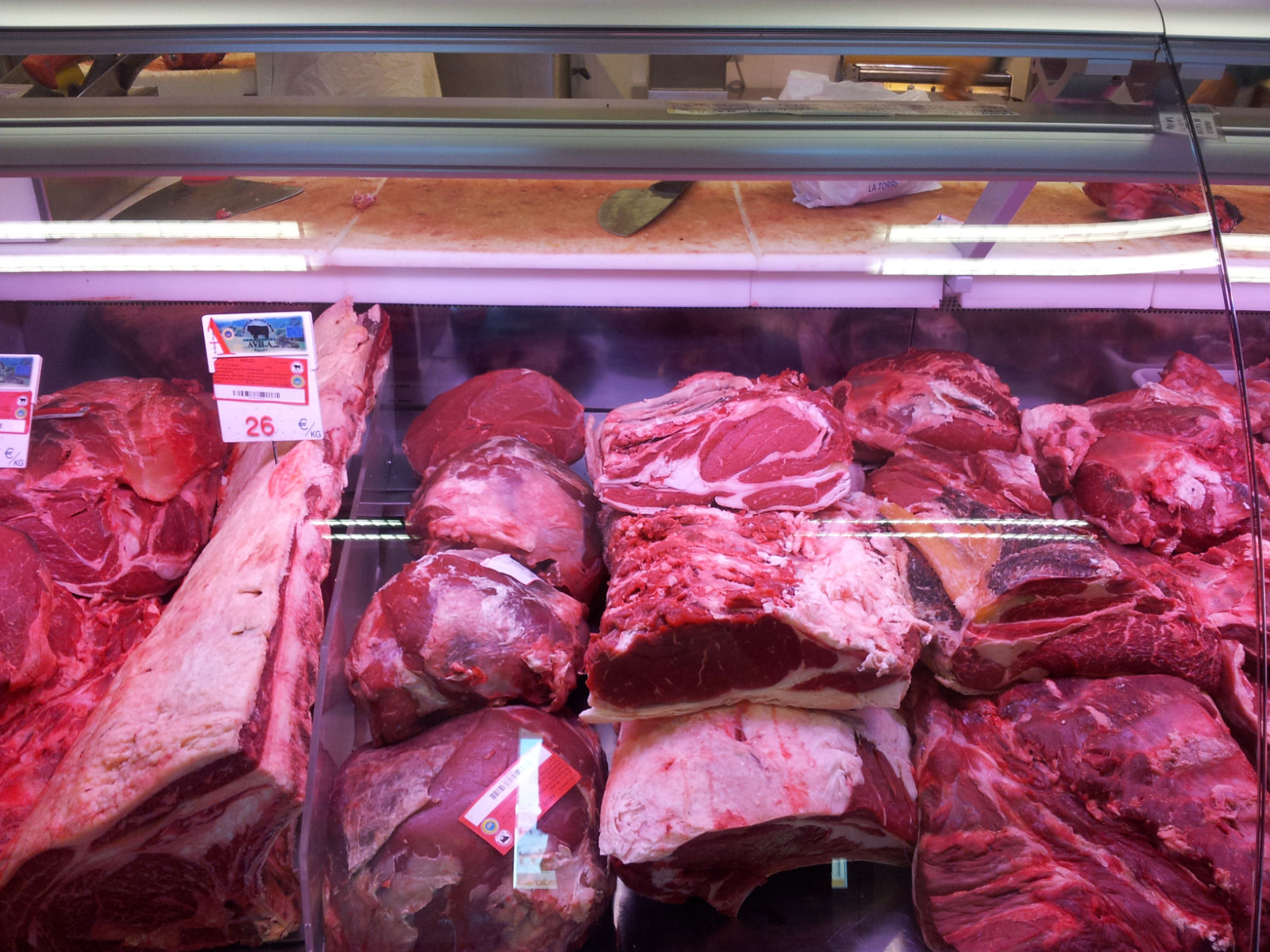
Carne de Ávila en Industrias Cárnicas Roal en La Torre.

La mecanización en el campo se inició en los años 60. El primer tractor que llegó al pueblo en esos años fue un Famulus, que es una palabra en latín que significa criado. También las segadoras de yerba de la marca Ajuria, y luego aventadoras, gavilladoras, atadoras, trilladoras cosechadoras y empacadoras.
En ganadería hay vacuno para carne y leche, corderos y cerdos. Reciente es el desarrollo de la industria agroalimentaria en el sector cárnico (Industrias Cárnicas ROAL), debido a su calidad. La carne de vacuno está acogida a la denominación Carne de Ávila de la raza Avileña-Negra ibérica.
También los productos adobados son muy importantes en la preparación de las carnes de cerdo: lomos, pancetas, costillas, etc. Se utiliza para adobar pimentón de la Vera, orégano, sal, etc. 
Otros productos de la industria alimentaria son las morcillas de cebolla, de arroz y de calabaza, las salchichas, las manitas de cerdo, las orejas de cerdo, el rabo, el chicharrón, el torrezno. El clima de la zona mediterráneo continental, frío y seco permite una curación muy rápida de la carne de tal forma que a partir de noviembre los lomos, las costillas, las orejas, el solomillo y los embutidos se secan sin problemas. En otras zonas del mundo también la carne seca tiene mucha importancia en la producción alimentaria como pasa en Sudáfrica con el biltong. 
La oferta de embutidos es muy amplia y de gran calidad: salchichones, chorizos y longanizas, siempre han sido muy importantes en la gastronomía de la comarca del Valle de Amblés. El chorizo con verdadero sabor a picadillo adobado es de una gran calidad para platos como patatas a la riojana.

## Historia
En el municipio de La Torre se han encontrado restos arqueológicos de distintas épocas: el bronce final, la Edad del Hierro, época romana, visigoda. En el atrio de la iglesia parroquial de Santo Tomás se encuentran dos toros de piedra o verracos, de origen vetón, aunque a ambos les falta la cabeza. Recientemente se encontró una estela funeraria romana, del mismo tipo de las que aparecen incrustadas en las murallas de Ávila. Los restos arqueológicos, así como la estela están hoy en el Museo de Ávila. De la estela se han hecho varias lecturas:
Jiménez J.A.: ---ION/--OQ ET/ANNAE/ -S.TLII/ -OSEFC.-
Fabián-Mariné: ION/IO ET/ANNAE/ S(it) T(ibi) L(evis)?/HSEC H(ic) S(itus) E(st) F(aciendum) C(uraverunt).-
Alföldy G.:[---]ion/[i]q(um) et/ Amiae/ C(oniugi) s(it) t(erra) l(evis).-
[]ION
[]Q ET
AMIAE
CSTLII
[]OSE FC.-
Leyendo: -ioniqum AmiaeII -ose coniugi curavit el faciendum levis sit terra.-
Rodríguez Almeida: [---]ION/[--]ET/ ARNAE (o ANNAE) S(it) T(ibi) (T(erra)) L(evis) ? H(eredes) S(uis caris) F(aciendum) C(uraverunt).-
Traducción: "A---ion--oi y Arna (o Anna), amadísimos sus herederos lo hicieron"
En 2018 se publicó la mejor y hasta ahora la única síntesis sobre la historia de La Torre titulada: La Torre, Reflejos de su historia, y que tiene como segundo título: La Torre, Valle Amblés. Ávila, reflejos de su historia de Alejandro Martín García.

## Toponimia
El origen etimológico de La Torre tiene que ver con el turris latino, en el sentido de "villa romana". Restos de tégulas de estas villas se localizan en las cercanías del pueblo. También pasa por el pueblo la Cañada Real Leonesa Occidental, paso de los rebaños de La Mesta, que sigue la ruta de la antigua Vía romana del Puerto del Pico.
En la Edad Media, después de la conquista de Toledo, esta zona del Valle de Amblés y dentro de las Comunidades de villa y tierra de Ávila se repobló con gentes de Covaleda (Soria), vascos y navarros. De hecho, los topónimos de los pueblos de este valle recuerdan este origen: cerro de Gorría, Muñogalindo, Oco,
Narros del Puerto, Muñana, Amavida, Izquierdos, Niharra, Muñochas.

## Cultura

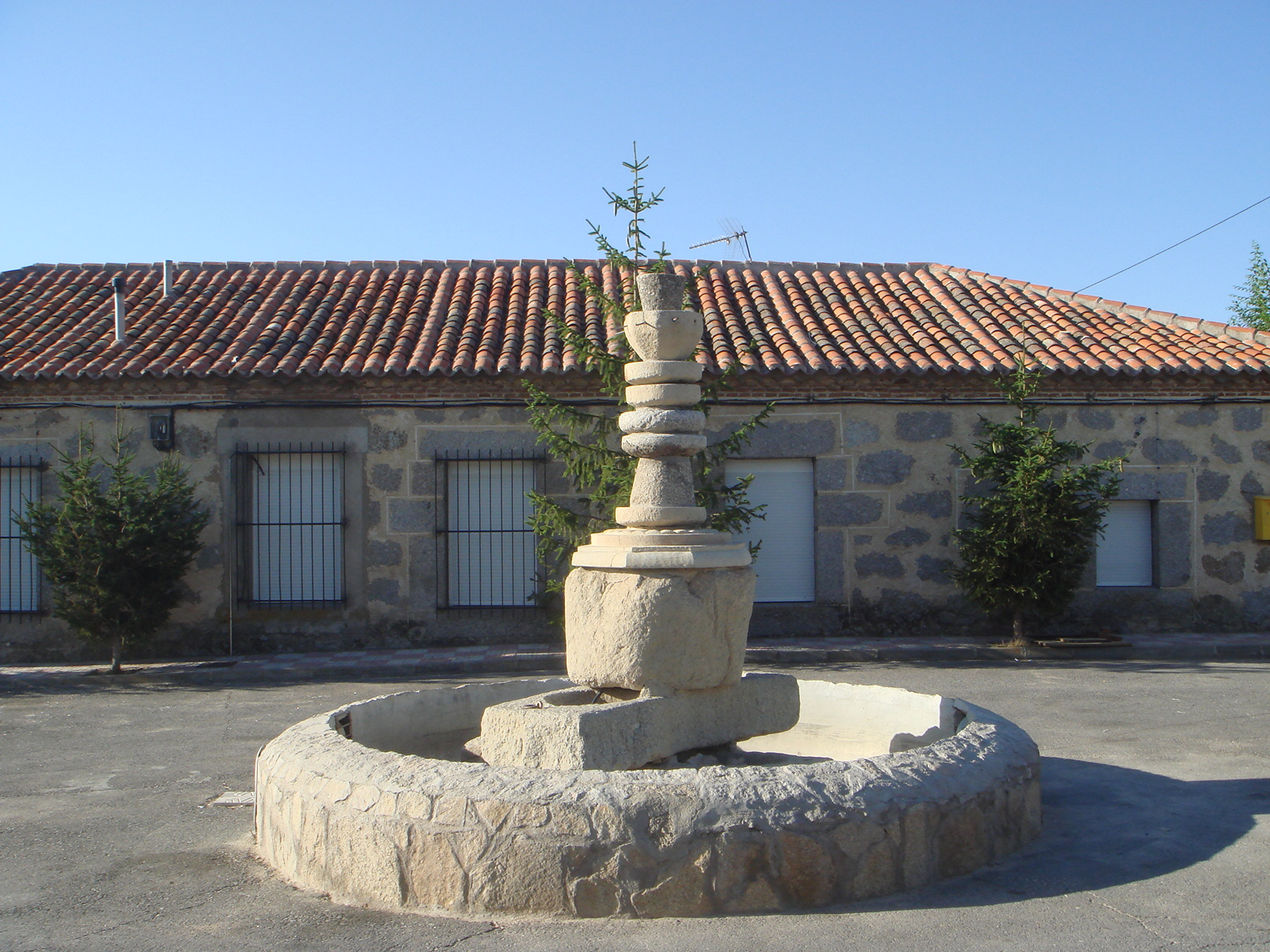
Fuente diseñada por Cecilio Martín López y escuela.

Los deportes que tradicionalmente se venían practicando eran la calva y la pelota a mano en la pared de la iglesia; hoy se dispone de frontón, pasado el río en el camino de Baterna. Los juegos de cartas más practicados son el mus, la mata, el tute y la brisca. Las niñas jugaban a las tabas. 
Por San Juan, en Blacha se coloca el mayo (un álamo) en la plaza. Era tradición colocar una rama del mayo en la ventana de la chica a la que se pretendía. El 19 de marzo se hacía la Luminaria, un fuego en el que se quemaba de todo, por encima de la cual saltaban los jóvenes. Por Carnaval corría por las calles la vaquilla (artefacto compuesto por unos cuernos de toro o vaca amarrados a unas parihuelas con cencerros) arremetiendo contra todo lo que encontrara en la calle. También las chicas paseaban por el pueblo al Perico, hombrecillo relleno de paja que finalmente acababa en el río.
En Semana Santa no se podían tocar las campanas y en su lugar se tocaba la carraca. Por el domingo de Resurrección, fin de la Semana Santa, se comía el hornazo en el campo. 
Con motivo de la matanza del cerdo a veces se gastaban bromas a las familias que estaban reunidas en las casas colocando el desahumerio (una lata con brasas en la que se echaban pelos de animal para que oliera mal).

### Gastronomía
Algunas comidas tradicionales son el cocido, las sopas de ajo, los torreznos, los chicharrones, las patatas meneás, las judías con chorizo, las patatas con costilla adobada, el lomo en adobo, el potaje de garbanzos con bacalao, el picadillo de chorizo (carne adobada para el chorizo, frita) y la morcilla de cebolla, que se consumía frita o cocida para acompañar a los garbanzos.

### Patrimonio

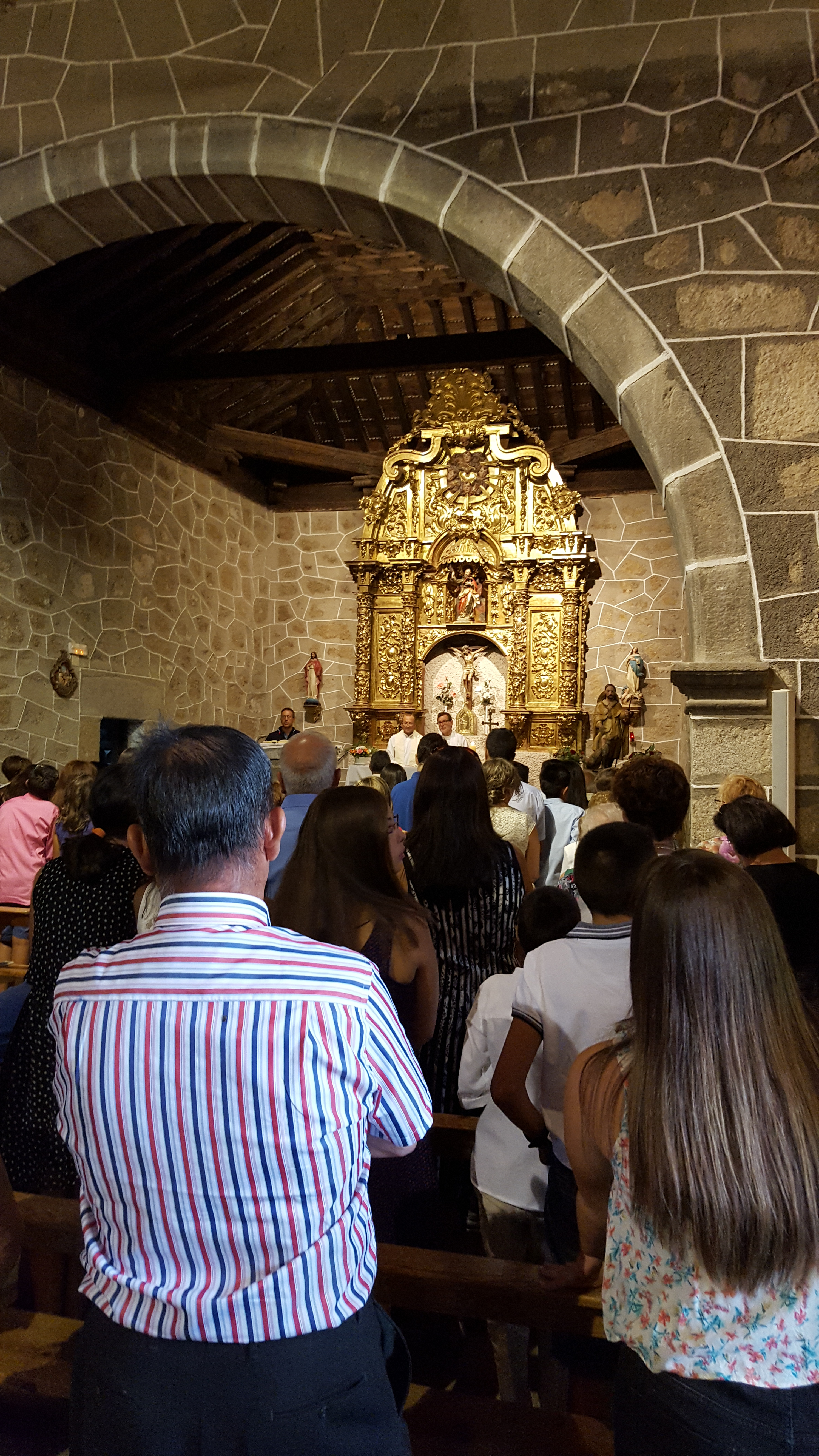
Misa de san Roque

La iglesia parroquial de Santo Tomás Apóstol data del siglo XV y XVI. En la nave principal en una de las vigas aparece la fecha de 1737. A diferencia de la mayoría de las otras iglesias del Valle de Amblés, tiene un campanario y no una espadaña. Tiene una única nave separada del ábside por un arco de medio punto. La cabecera o ábside está cubierta por un típico artesonado con tramos de tirantes. En el ábside hay un retablo del altar mayor barroco tardío, otros retablos más pequeños están en la pared norte y en la sur. En uno de ellos está la estatua de san Roque, patrón del pueblo que celebra sus fiestas el 16 de agosto. En el exterior la cabecera que parece anterior al resto del templo está decorada con las típicas bolas abulenses (perlado abulense) en la cornisa como ocurre en otros muchos templos y edificios religiosos de la provincia y de la ciudad de Ávila.

### Arquitectura tradicional
Cada vez quedan menos edificios de arquitectura tradicional. La construcción de nuevas viviendas en los últimos años va haciendo desaparecer los viejos edificios. Muchas casas nuevas son de nueva planta, y en contadas ocasiones se han rehabilitado viejas casas.
Apenas quedan edificios que puedan ser rehabilitados. 
La arquitectura popular se ha edificado con materiales que se encuentran en el entorno próximo. Los materiales básicos son la piedra, la madera y el barro. La piedra más utilizada ha sido el granito, formando parte de los cimientos, muros, jambas, dinteles, enlosados del suelo, poyos, lanchas para la lumbre etc. 
La madera ha participado siempre como material complementario, en las cubiertas y escaleras. Se utilizaban maderas de pino, pero también de chopos, negrillos, etc. Otros materiales que se utilizaron en el pasado, fueron los piornos, para las cubiertas, (las "casas pajizas" medievales). Todavía hoy se puede observar ese sistema en algunas tinadas en la provincia. Distintos tipos de piornos, y vergueras, que se llamaban bardas, se utilizaban para colocarlos entre el entramado de madera y las tejas, donde también se ponía paja y heno. 
El barro crudo se ha utilizado en construcciones en forma de adobe. El barro se preparaba pisándolo, luego se moldeaba en mencales, gradillas y adoberas y posteriormente se secaba al sol durante dos días como mínimo. El barro cocido, o ladrillo empleado es el macizo de tejar, de dimensiones variables, pero oscilan en torno a 24 x 12 x 3 cm. Y finalmente la cal que mezclada con arena o barro se empleaba para morteros de asiento y en revocos; en forma de lechada se utilizaba para encalar.
Los cimientos se hacían con mampuestos acuñados con ripios y en ocasiones aglomerados con morteros de cal.
El muro de mampostería de granito, compuesto con bloques de piedra sin labrar o piedras a las que se les ha preparado una cara plana. Las casas con muros de sillería son escasas, siendo más frecuentes las que presentan sillería en encuadramiento de ventanas y puertas. En los muros de mampostería y ladrillo, se utilizan estos para encuadrar los vanos (puertas y ventanas). Algo muy habitual son los muros de mampostería y adobe; la primera planta se levanta en mampostería y el hastial o la segunda planta en adobe. El revoque utilizado era el de barro crudo y los de cal y barro. 
Las cubiertas en la Edad Media solían ser de piorno y paja de centeno, las llamadas "casas pajizas" en los documentos de la época. Las cubiertas de teja se introdujeron con la romanización que utilizaban esas tejas tan pesadas, las tégulas. La teja de forma troncocónica era la más utilizada en la arquitectura tradicional, unas se disponen en hilera con su cara cóncava hacia arriba, las tejas canales, y son las que recogen y canalizan al agua y las tejas cobijas, se colocan con la parte cónvava hacia abajo, cubriendo los huecos que dejan las canales. Las tejas se asentaban sobre ramaje de arbustos denominado barda. 
La estructura de cubierta se formaba con cerchas o cuchillos. La cercha estaba formada por el pendolón, el par, la tornapunta, el tirante y el cuchillero. Sobre la cubierta se eleva la chimenea, que era de ladrillo y se enfoscaba con mortero de cal y arena, representando sobre la superficie exterior símbolos de protección (los signos hexafoliados eran los más típicos). 
Las ventanas en las casas tradicionales eran huecos de pequeñas dimensiones, 15 x 20 aproximadamente, localizados en salas y sobrados. Para obtener un mayor rendimiento se abocinaban en el interior. La carpintería de madera que cerraba la abertura estaba constituida por un cerco y unas portezuelas, sin cristales. En La Torre todavía se conservan estos ventanucos en algunos pajares.
En los pajares para el heno se abre una vano de 60 x 80 que se denomina bocín en el Valle de Amblés.
En las casas antiguas ya desaparecidas había tres puertas, la puerta de entrada a la casa, la puerta de entrada a la cuadra y la puerta de entrada al corral. Esta última suele ser muy grande. En las puertas el dintel y las jambas eran de granito. 
En el interior la chimenea tenía una gran campana que ocupaba la mitad de la superficie de la cocina, ya que el humo se utilizaba para la conservación de la matanza.
En los elementos constructivos interiores distinguiremos las estructuras horizontales que organizan la casa en dos niveles, ocupando el sobrado la parte superior. Se componen de maderos de sección rectangular denominados cuartones, que reciben finalmente las tablas del piso. Los tabiques eran de pies derechos rellenando los grandes huecos con adobe, posteriormente revocado con barro fino y enjalbegado o encalado. 
La escalera que sube al sobrado suele ser de madera y se cierra con puerta. La campana de la chimenea solía sostenerse en una gran viga que cruza de lado a lado la cocina. El fuego se hacía sobre la lancha que era de granito.

### Tipos de casas tradicionales
Aunque ya no quedan nada más que fragmentos de las antiguas casas con corral en La Torre se daba la casa con corral trasero. La parcela adopta frecuentemente la forma rectangular y el corral se encuentra al fondo de la parcela. El acceso al mismo se realiza desde la vivienda o desde puertas y portones en los muros de cerramiento. 
Las fachadas de la vivienda se abren a la calle con alineaciones muy consolidadas. Las fábricas se realizan en mampostería, los corrales ocupan el interior de las manzanas, que suelen ser grandes. 
Las dependencias auxiliares eran gallinero, pocilgas, cuadra, pajar y a veces paneras. La casa tenía portal, cocina, sala con dos alcobas, portal para salir al corral y sobrado. En los corrales a veces había pozo con brocal de piedra y una pila también de granito.

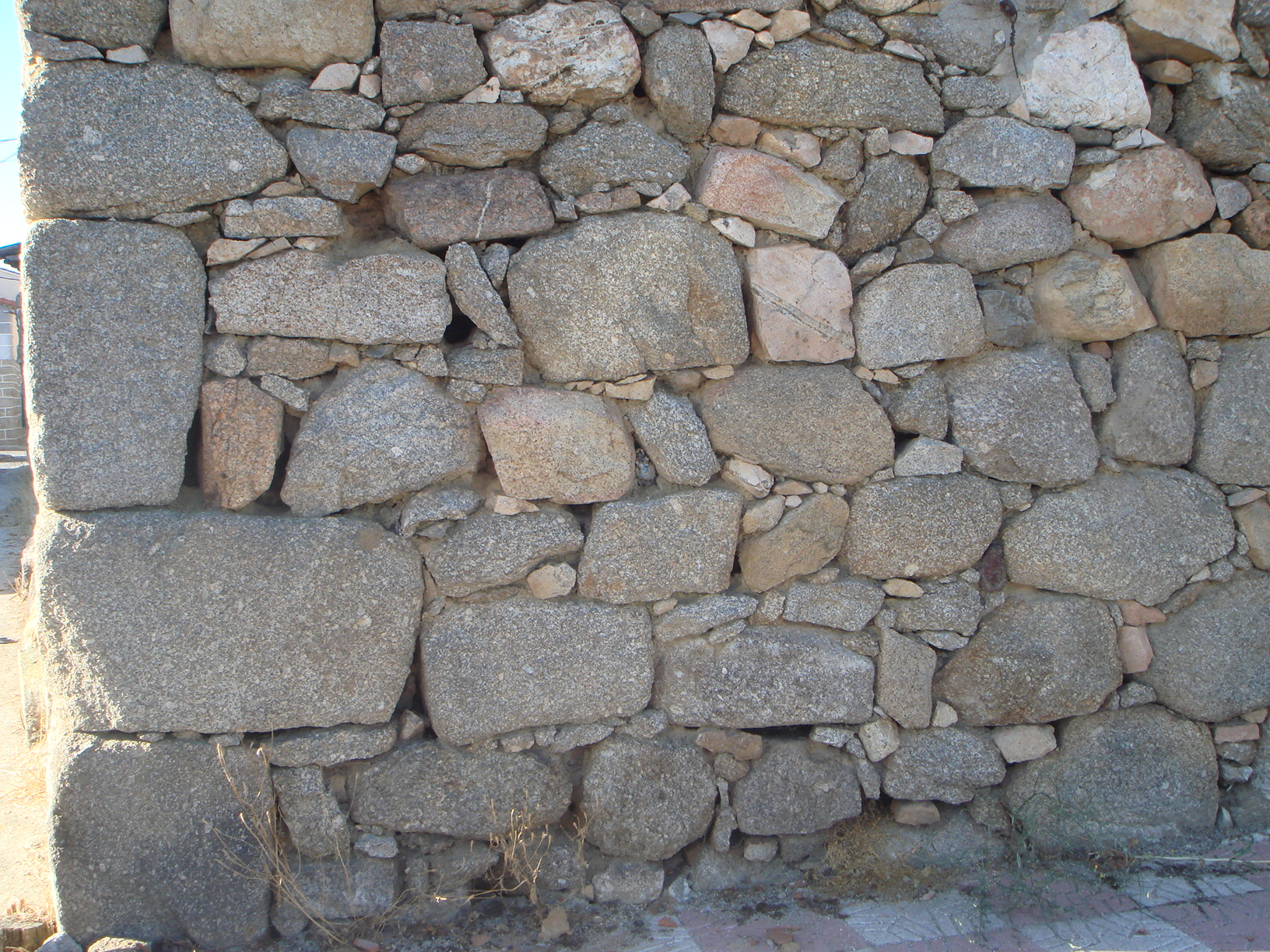
Mampostería de granito
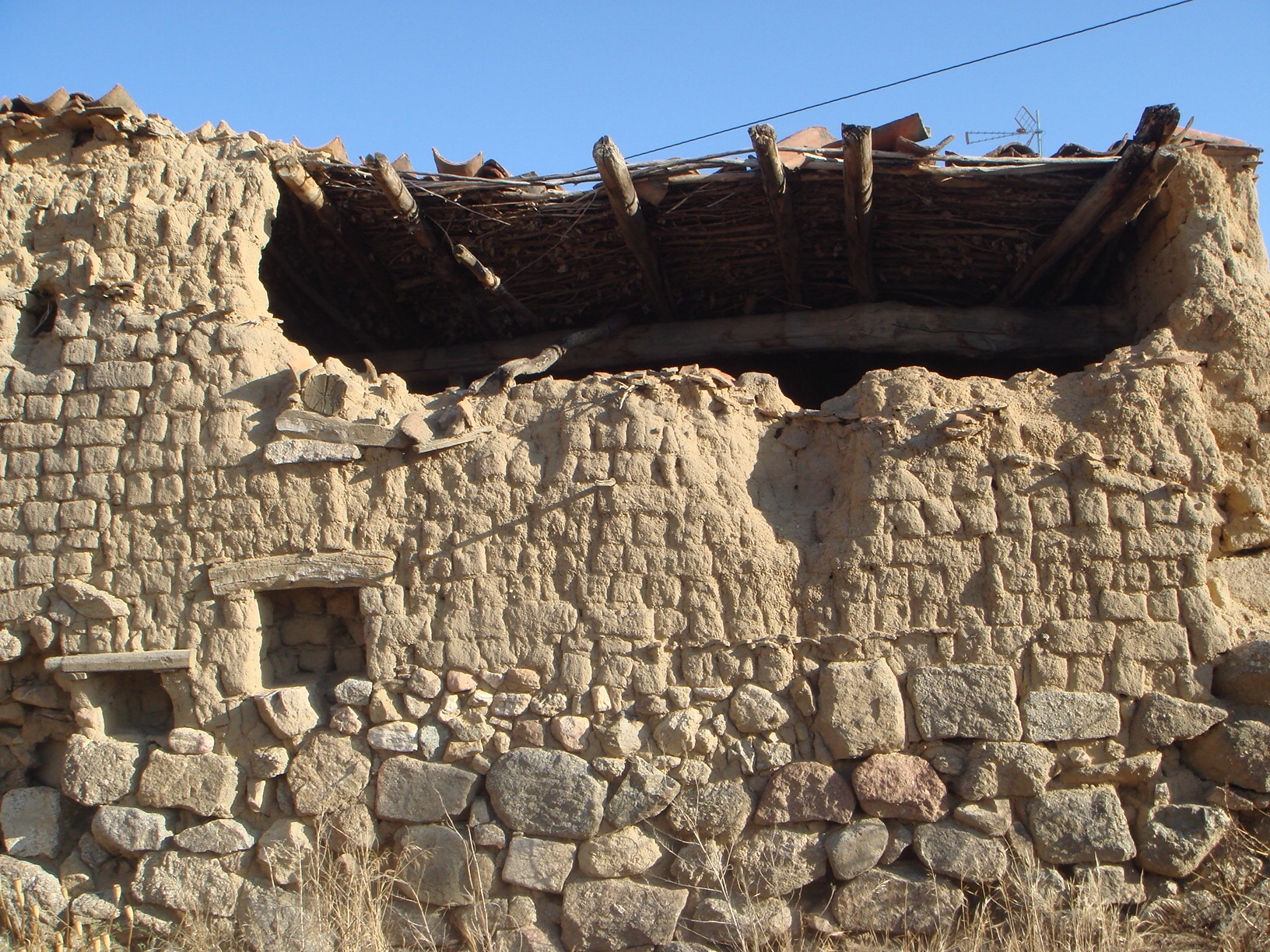
Mampostería de granito y adobe
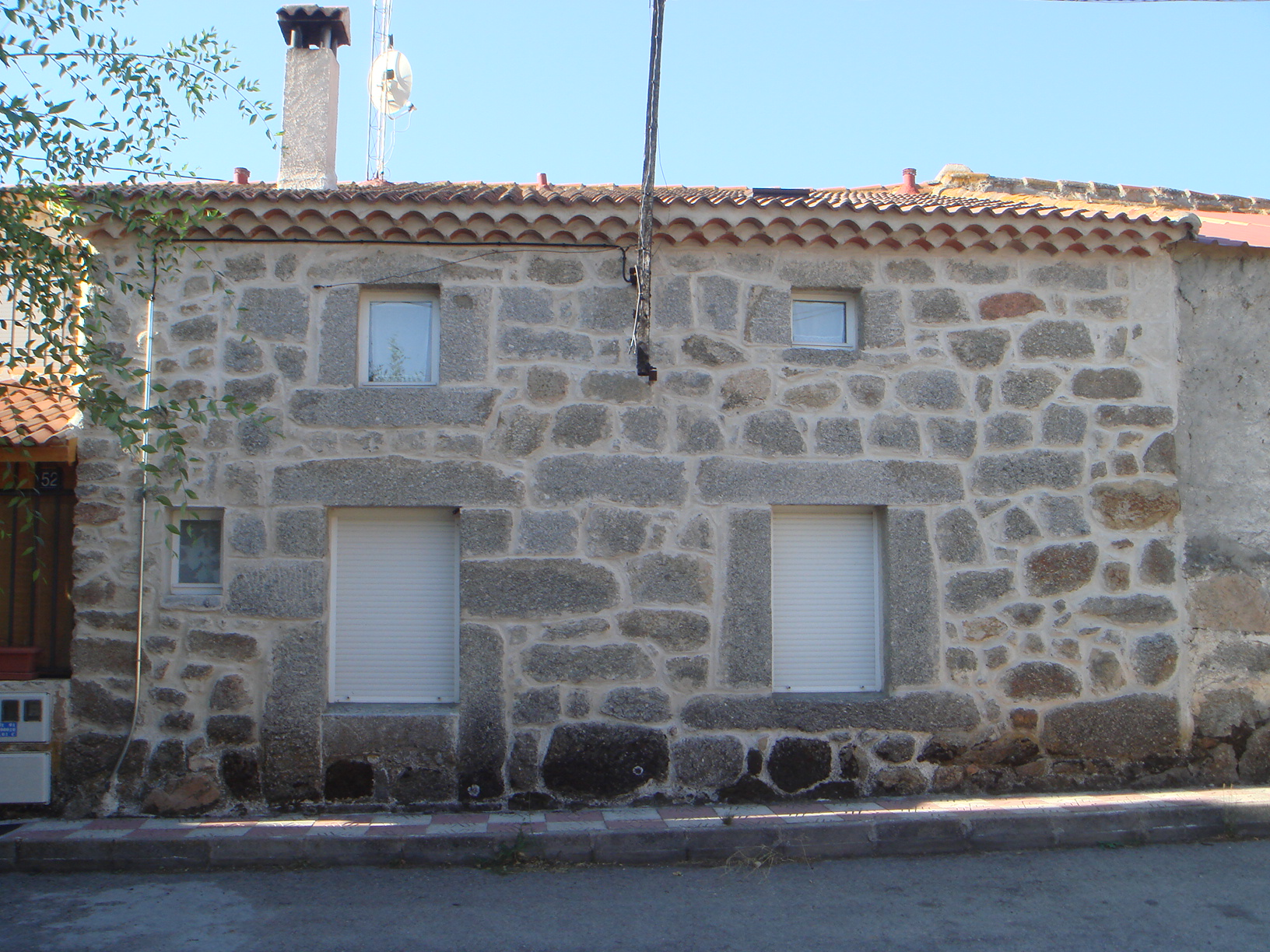
Mampostería de granito en casa rehabilitada
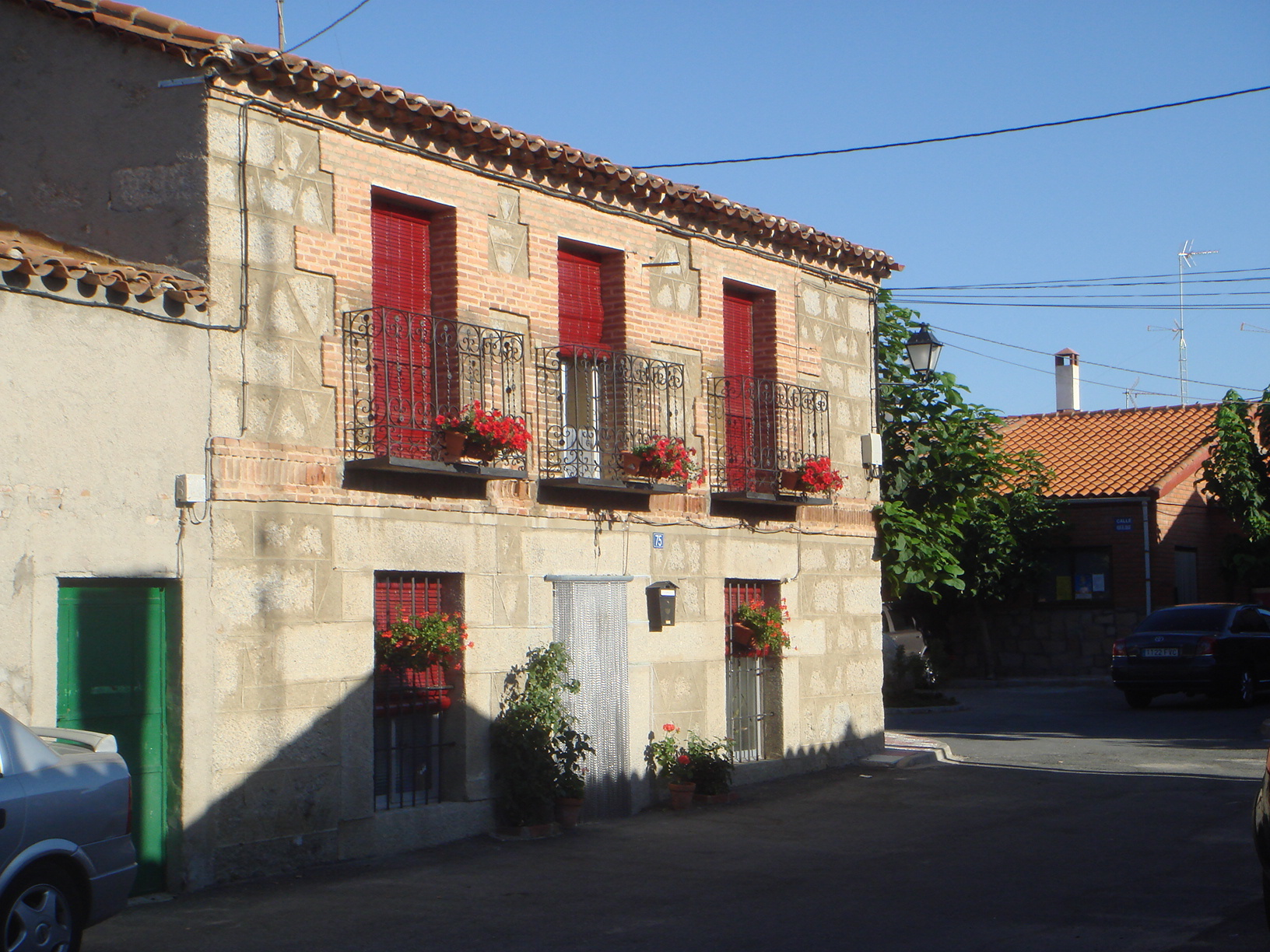
Sillería de granito y ladrillo para encuadrar las ventanas en el 2º piso
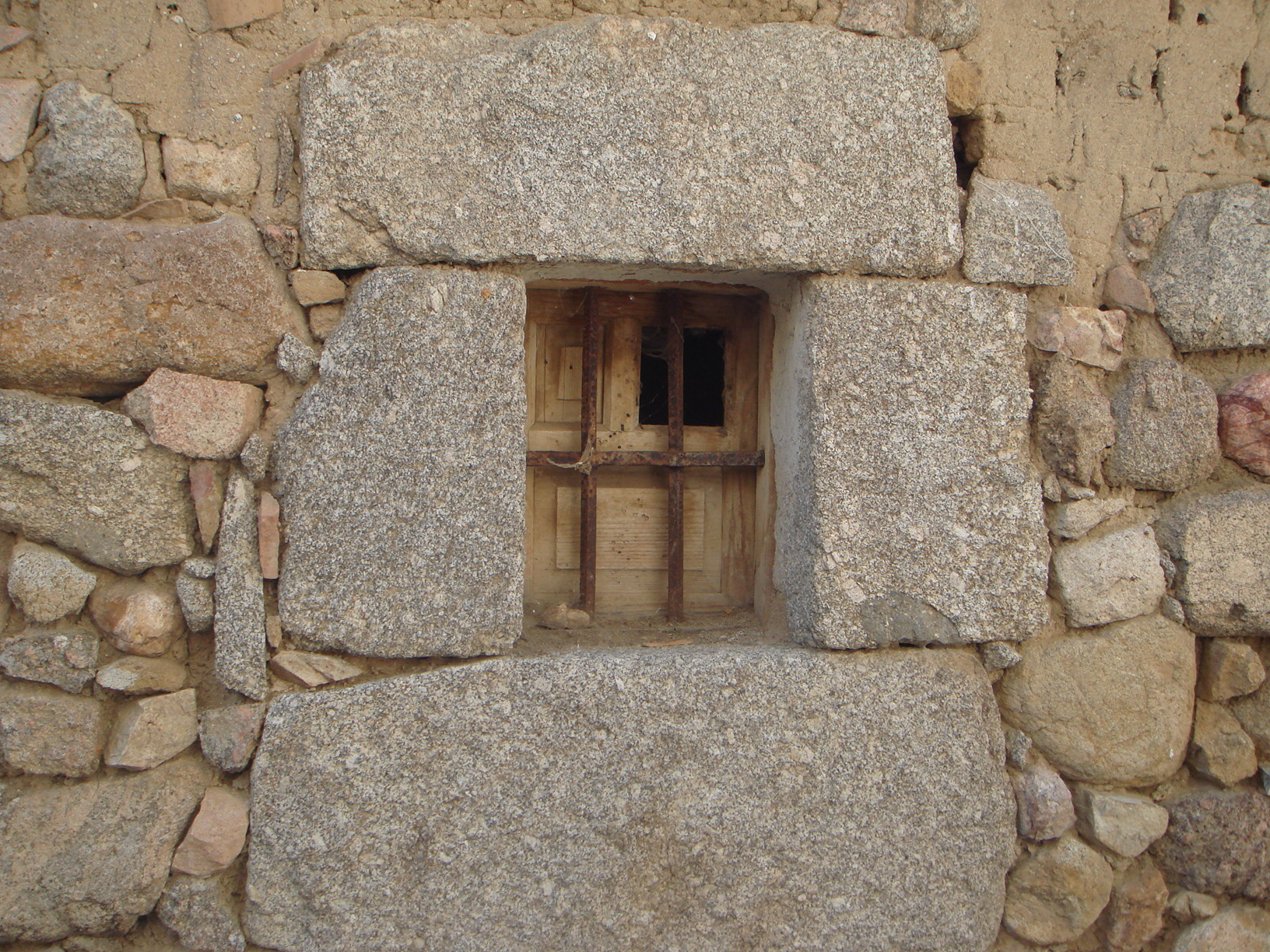
Ventanuco de las antiguas salas, enmarcado en granito (1)
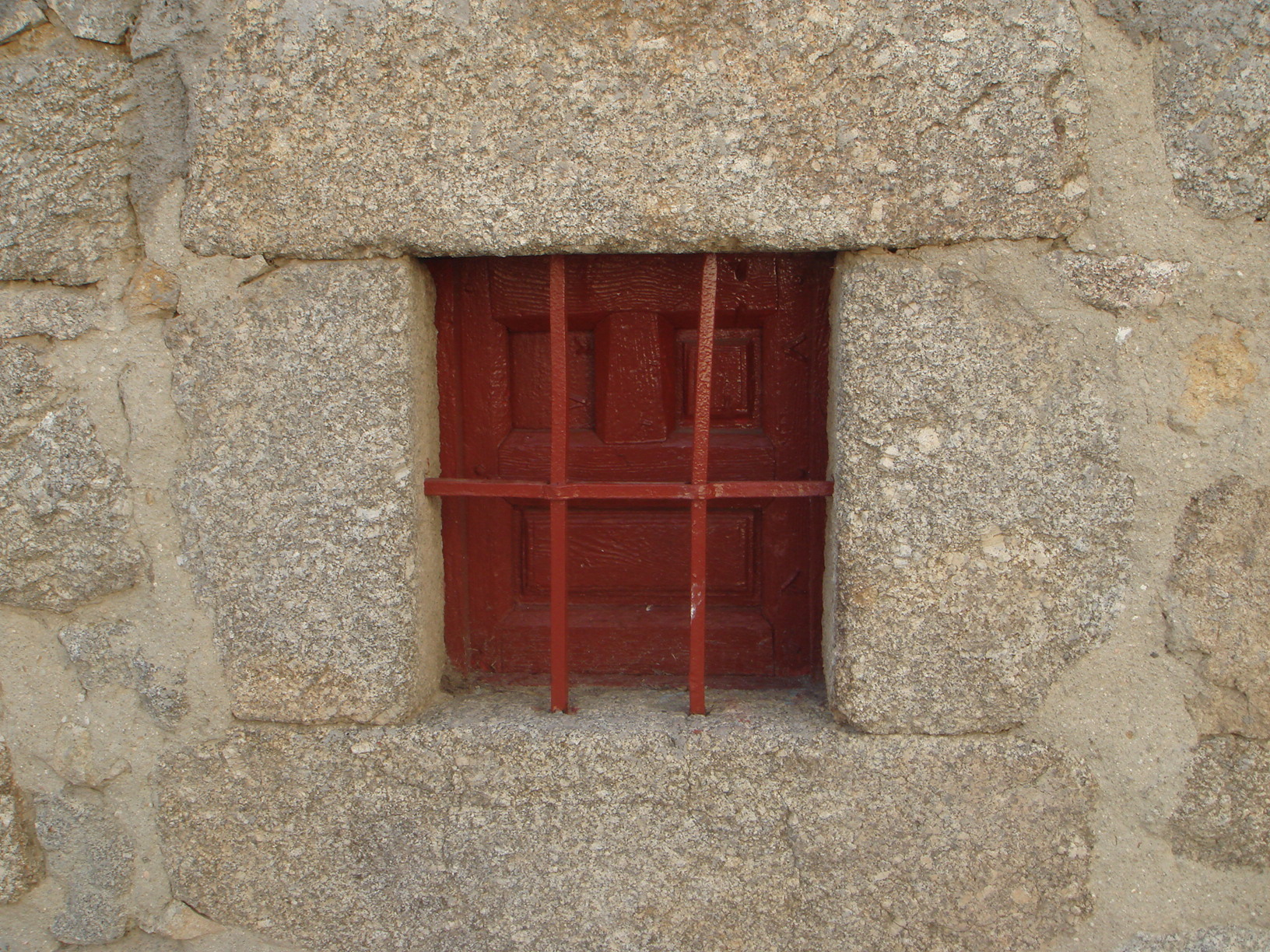
Ventanuco de las antiguas salas (2)
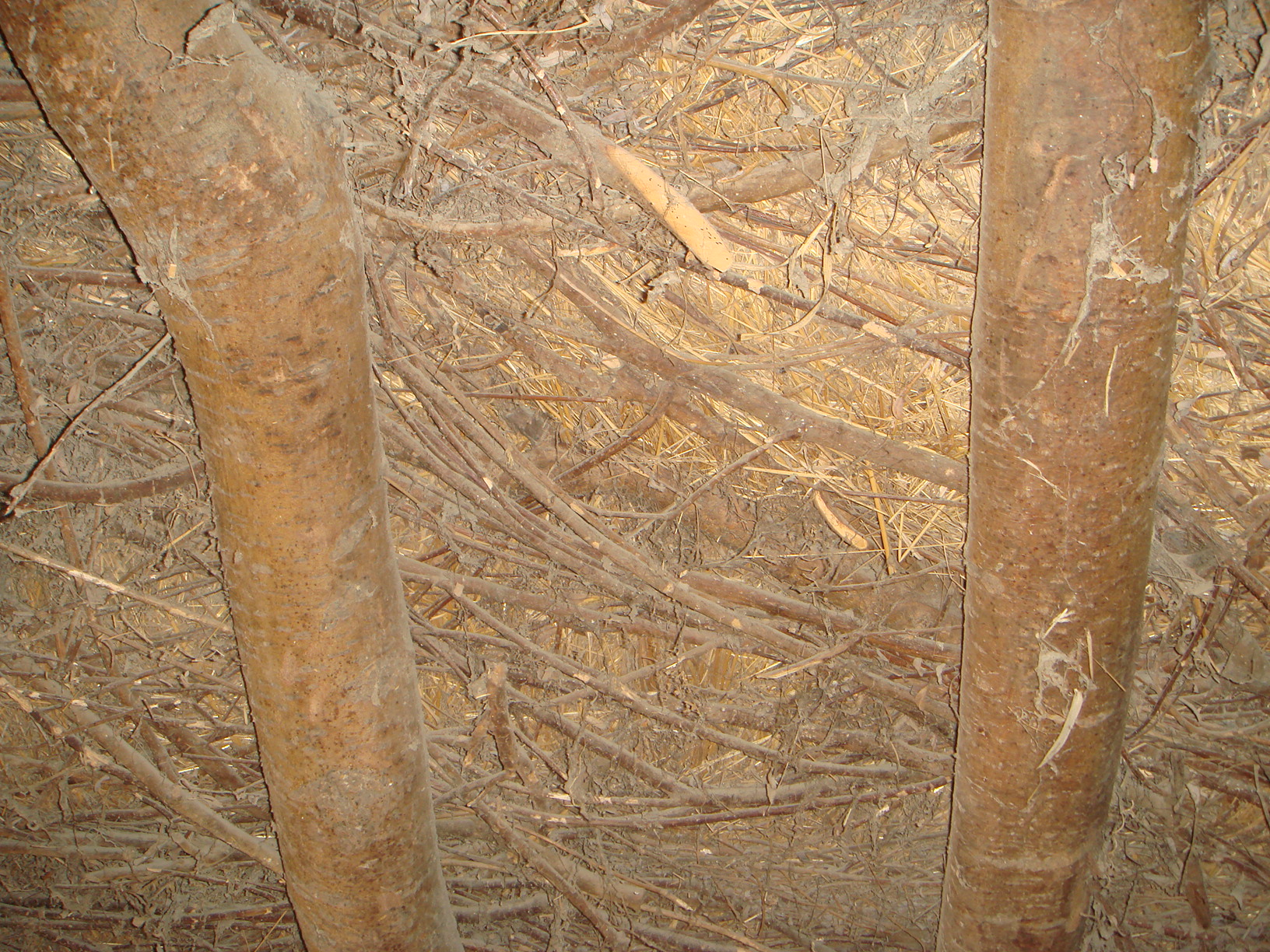
Barda de verguera y paja
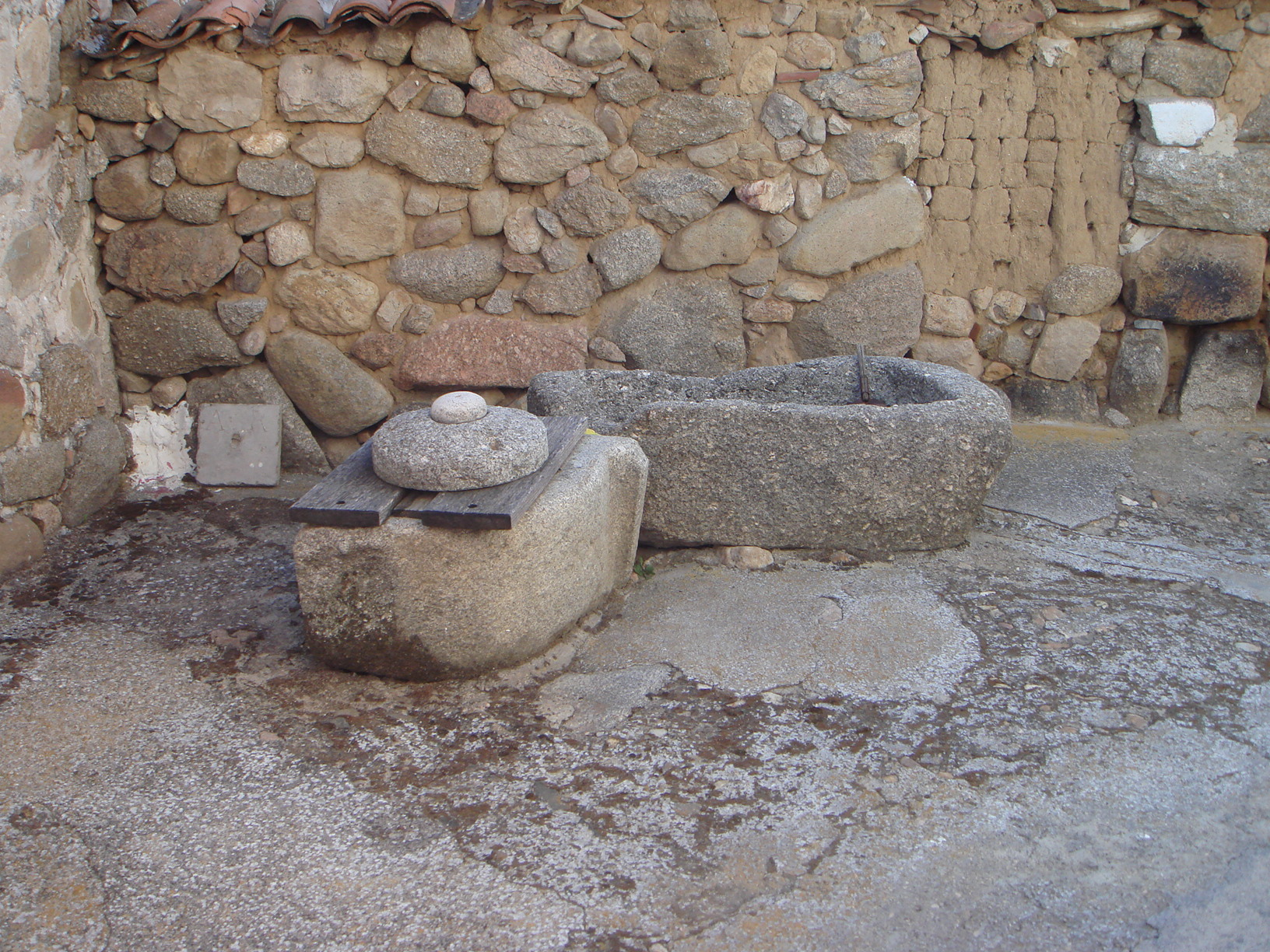
Brocal de pozo y pila de granito en un antiguo corral
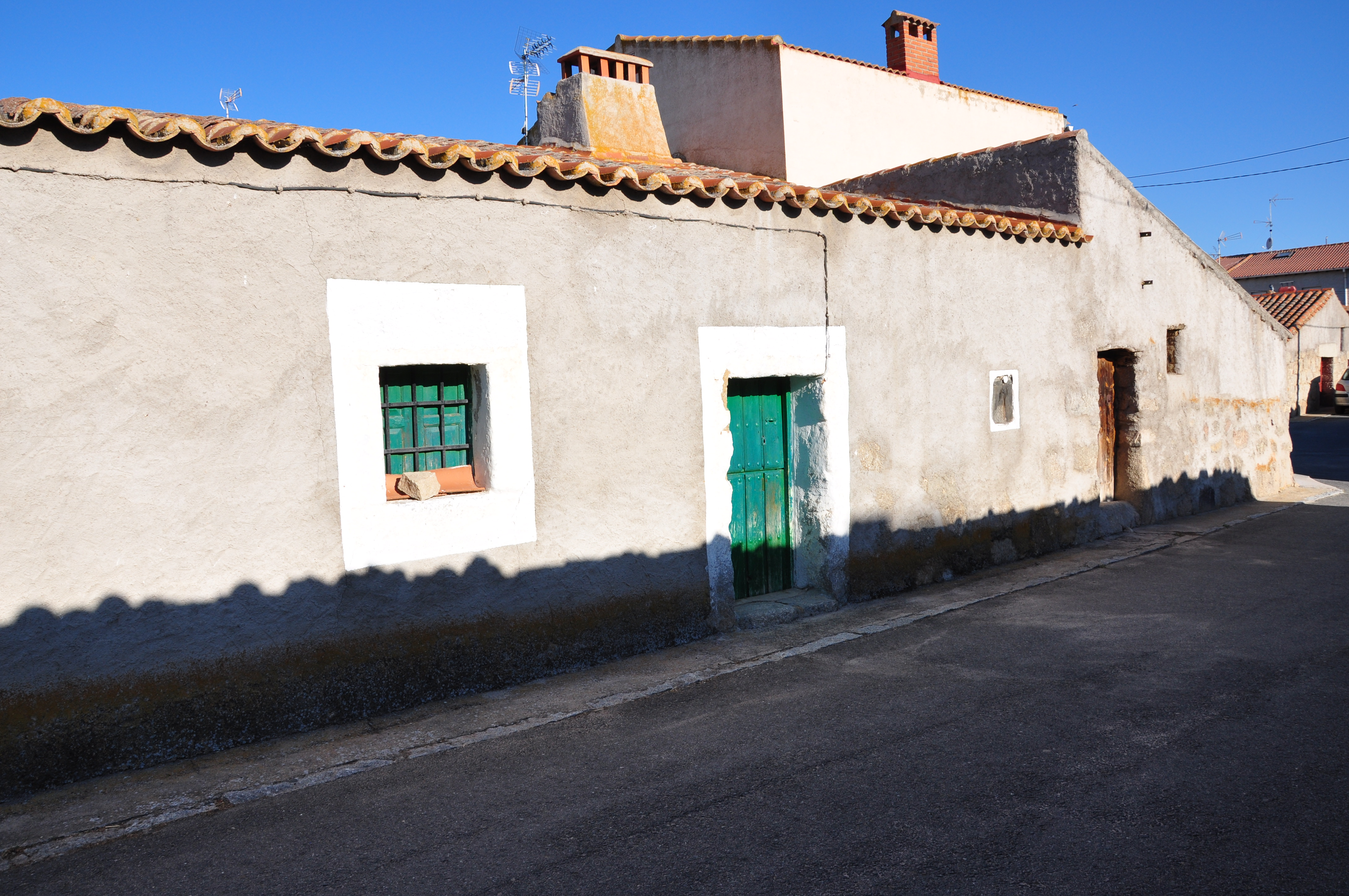
Formas simples con vanos resaltados en blanco
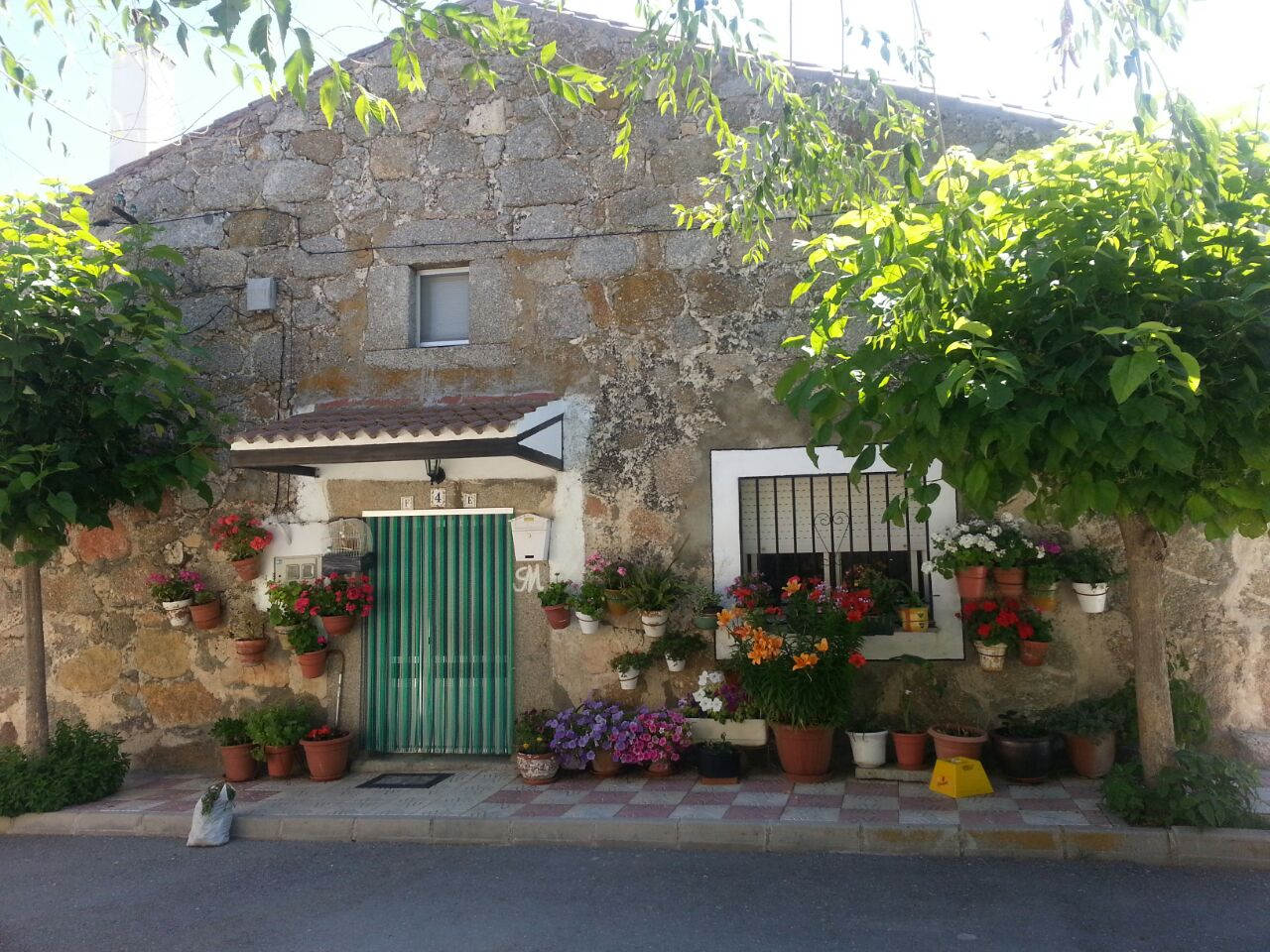
Mampostería de granito